# مرسدس-بنز زتروس
مرسدس بنز زتروس یک کامیون فول سایز ساخت مرسدس بنز است. این خودرو بیشتر کاربرد نظامی دارد. زتروس برای اولین بار در نمایشگاه تجارت دفاعی ۲۰۰۸ پاریس معرفی شد. این کامیون در کارخانه مرسدس-بنز در وورث آن در راین آلمان تولید می‌شود. این کامیون به گونه ای طراحی شده‌است که توانایی بارگیری و حمل آن توسط لاکهید سی-۱۳۰ هرکولس میسر باشد.

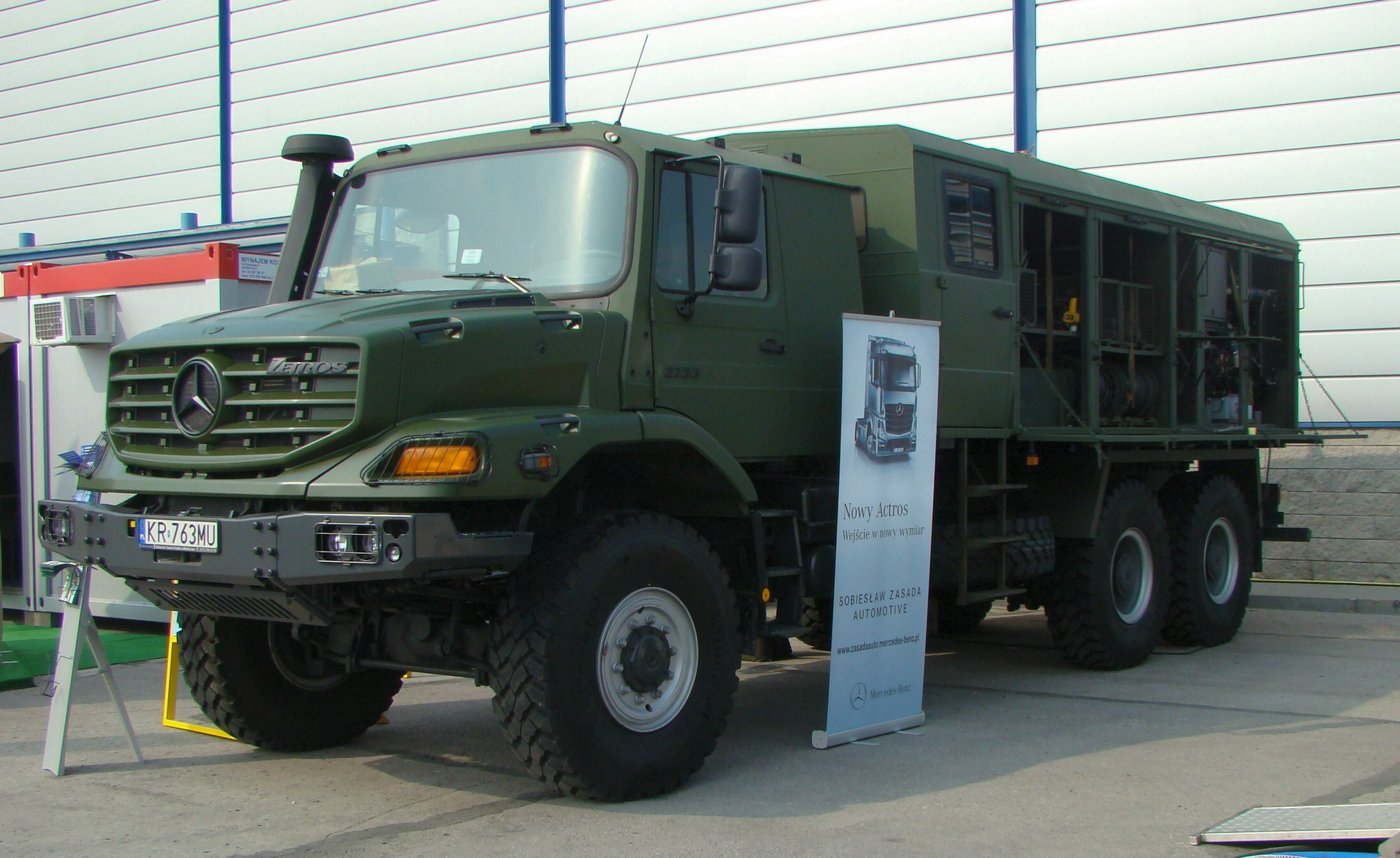
زتروس در نمایشگاه بین‌المللی صنایع دفاعی ۲۰۱۲

## مشخصات فنی

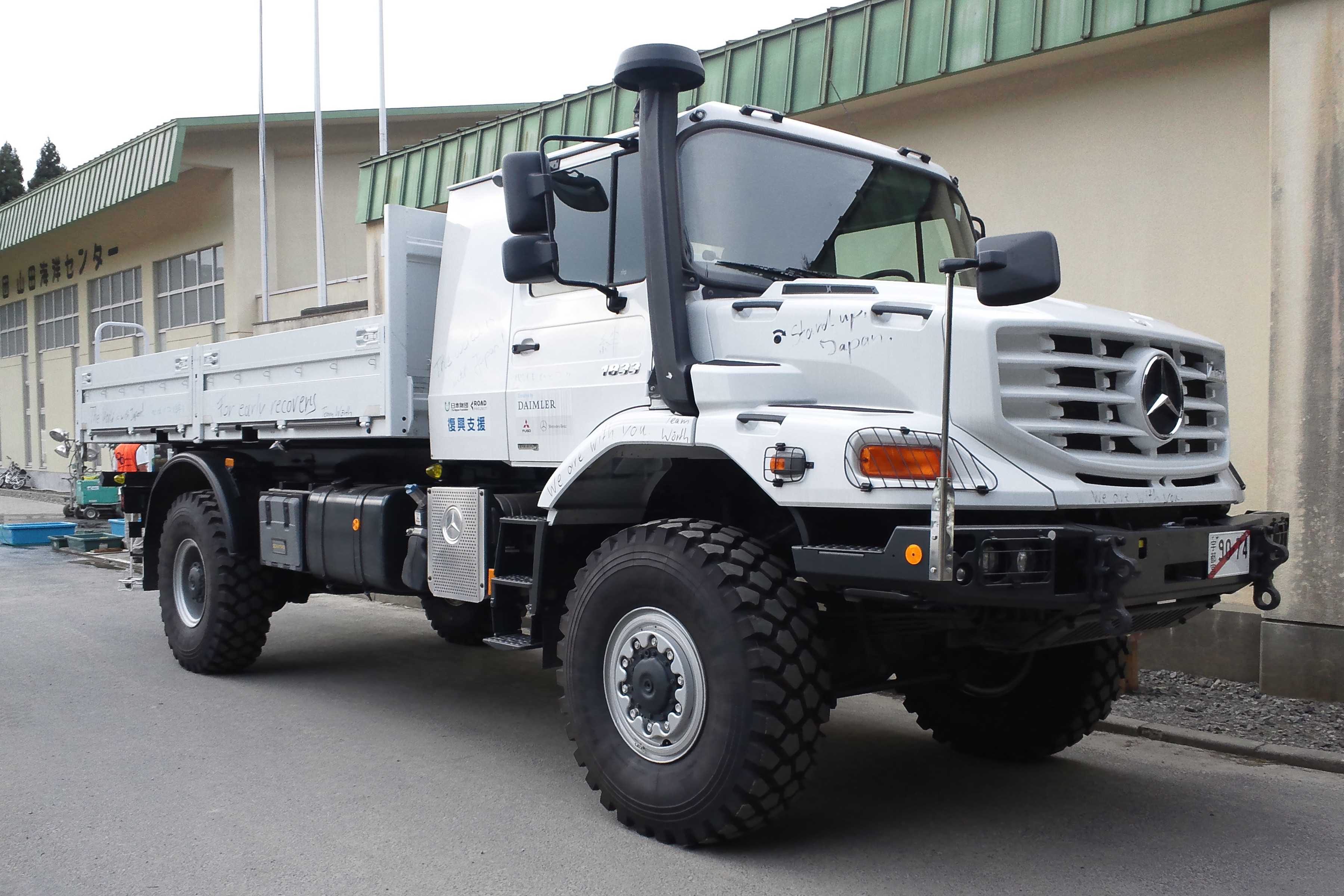
مرسدس بنز زتروس ۱۸۳۳ به عنوان وسیله نقلیه امدادی برای زلزله و سونامی ۲۰۱۱ توهوکو
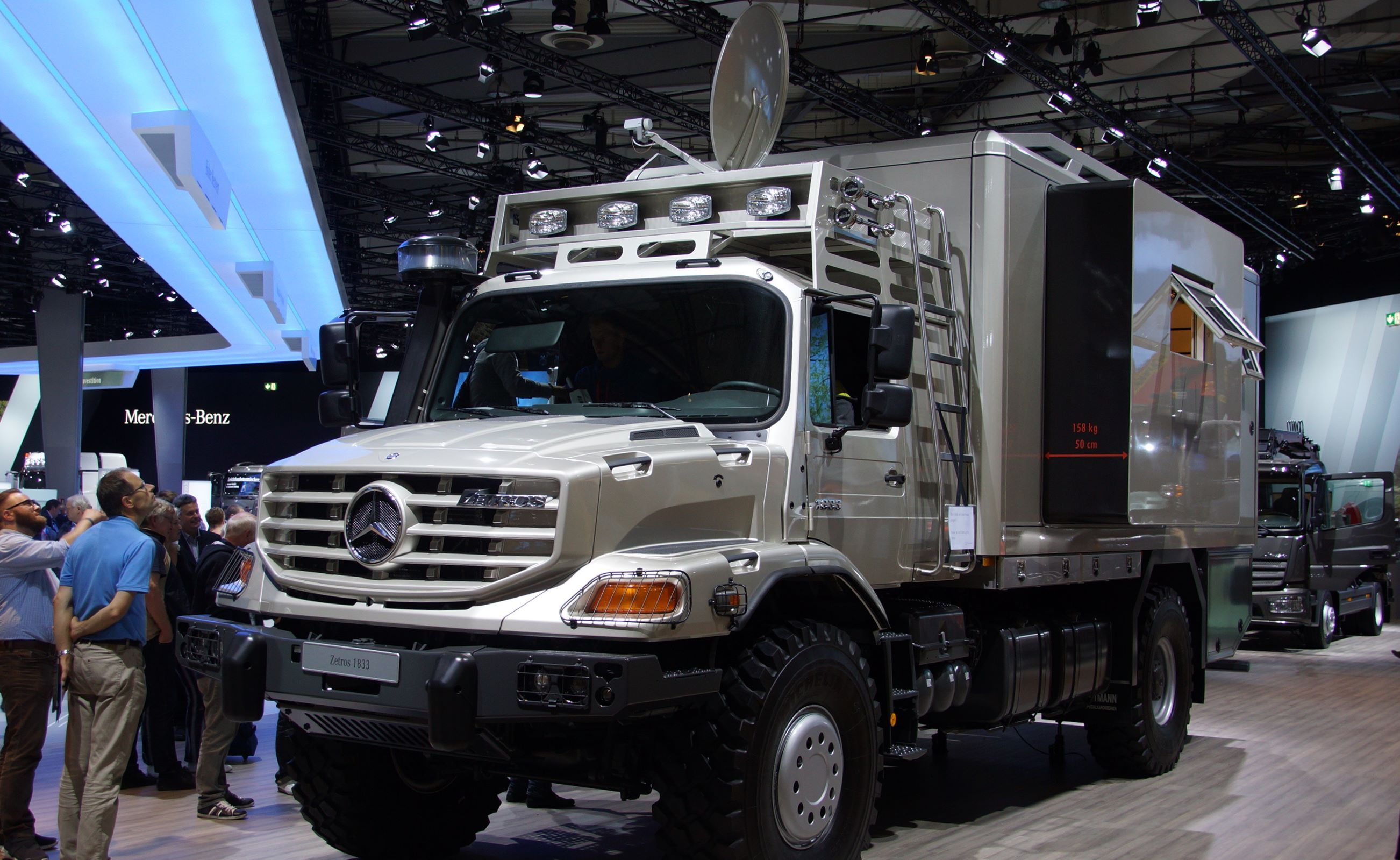
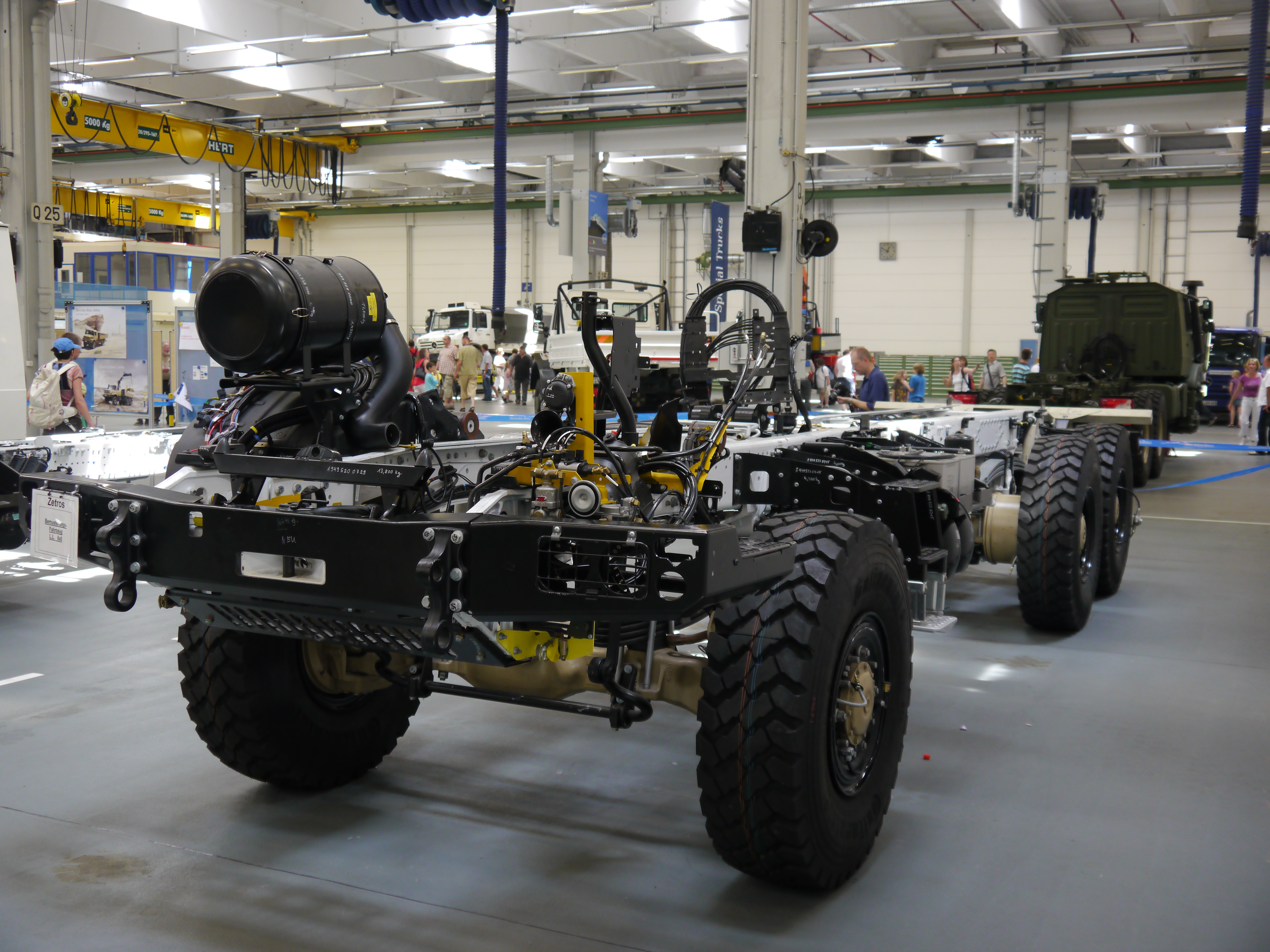
شاسی نورد زتروس
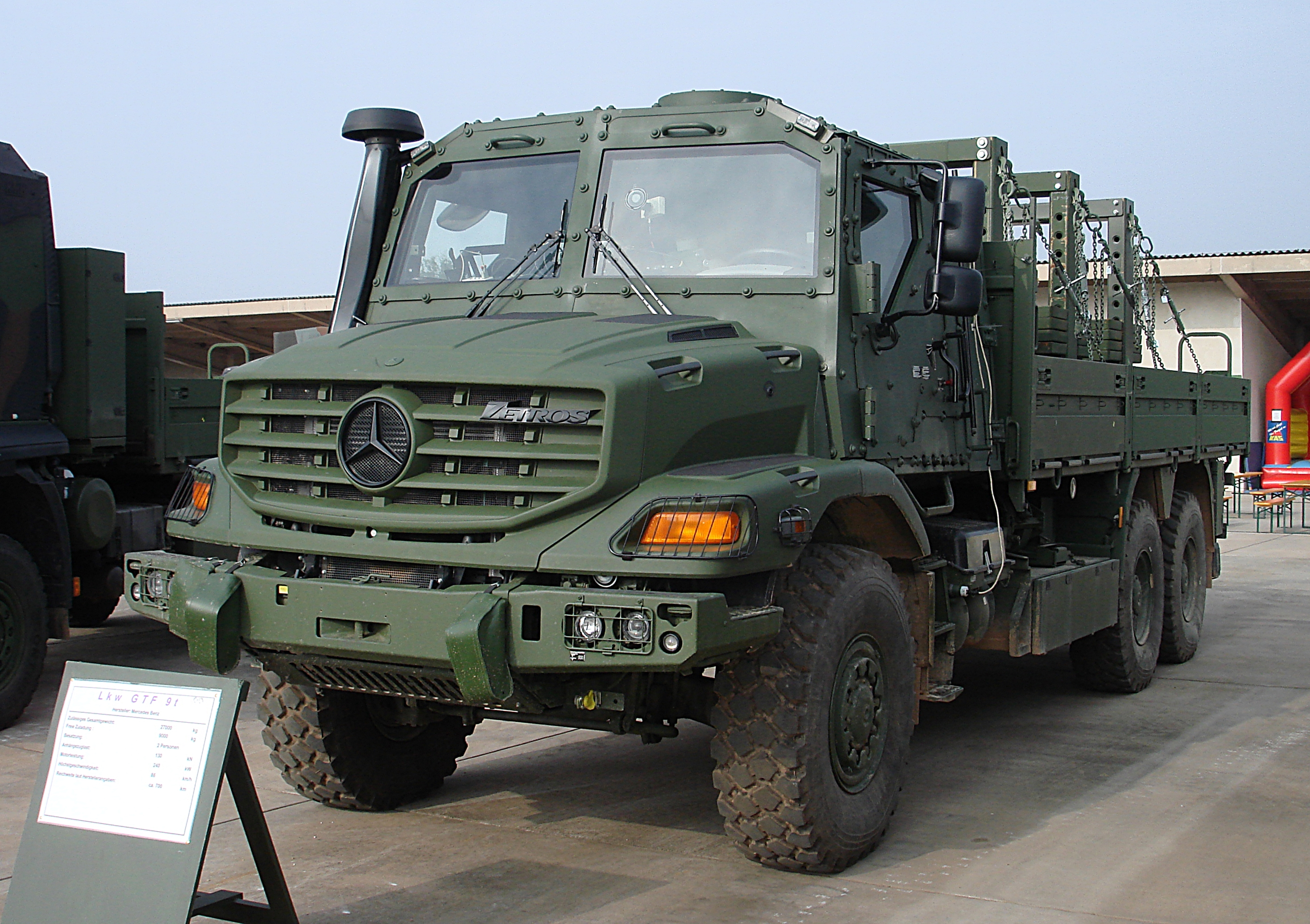
در ارتش آلمان
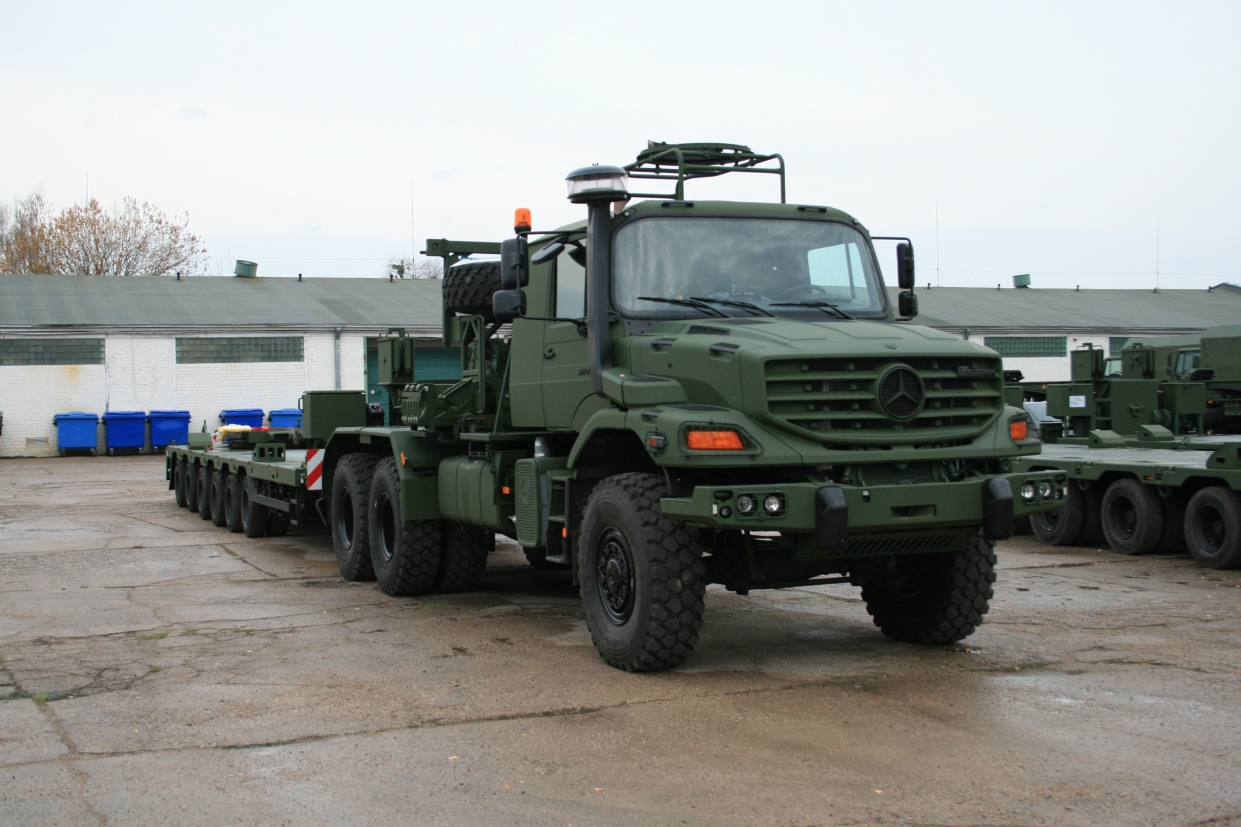
در ارتش لیتوانی

### مشخصات فنی
زتروس در ابتدا با یک موتور دیزل ۷٫۲ لیتری معرفی شد، یک نوع موتور ۱۲ لیتری نیز در سال ۲۰۱۶ به چرخه تولید اضافه شد.
- موتور: ۷۲۰۱ سی سی دیزل ۶ سیلندر خطی
- قدرت: ۳۲۶ اسب بخار (۲۴۰ کیلووات)
- گشتاور: ۱۳۰۰ نیوتن متر (۹۵۸) فوت پوند)
- حداکثر سرعت: ۵۵ مایل در ساعت
- موتور: ۱۱٬۹۶۷ سی سی دیزل ۶ سیلندر خطی
- قدرت: ۴۲۸ اسب بخار (۳۱۵ کیلووات)
- گشتاور: 2100Nm (۱٬۵۴۹) فوت پوند)

## کشورهایی که از زتروس استفاده می‌کنند

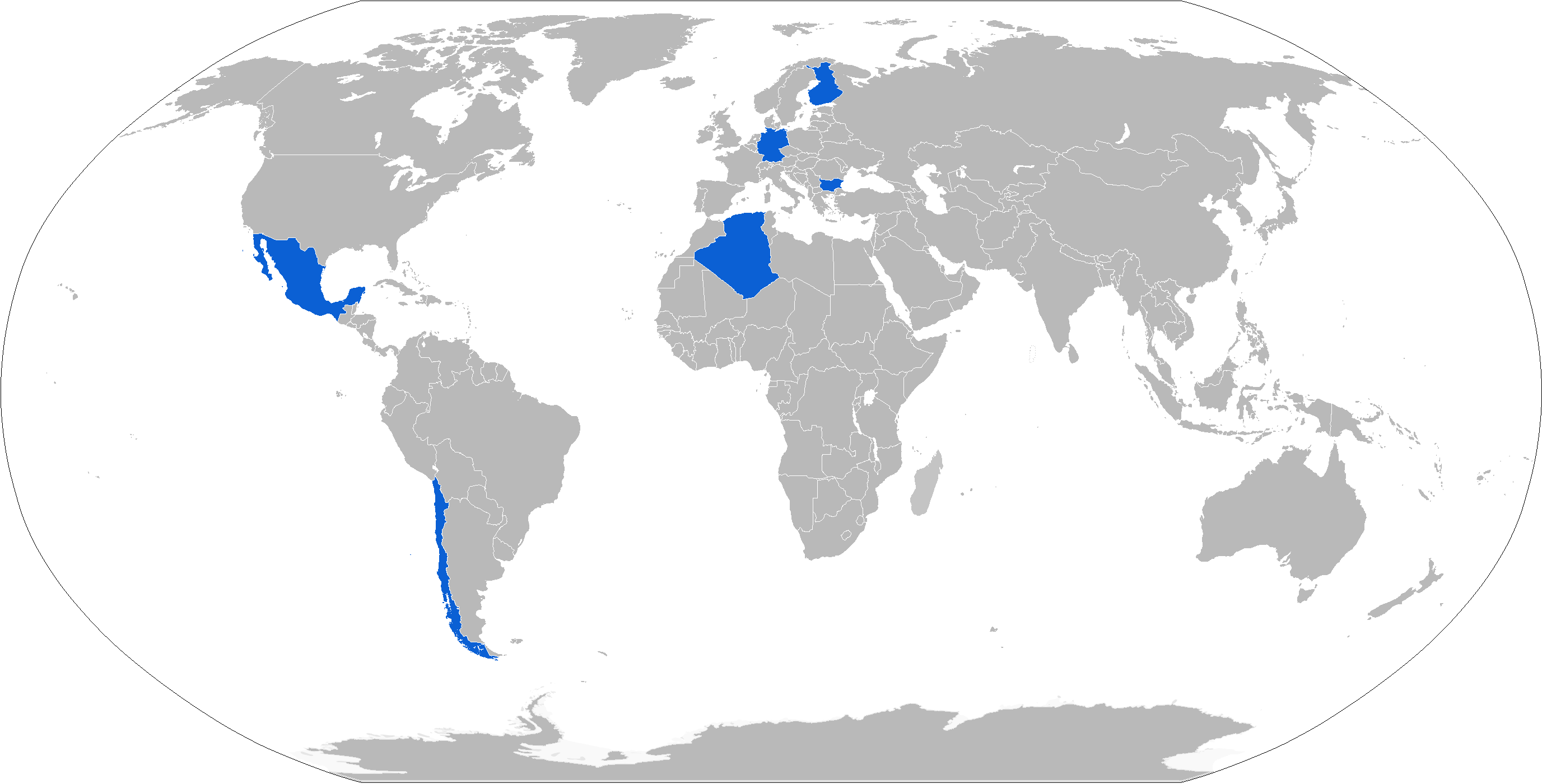
کشورهای استفاده‌کننده از زتروس در ارتش

### کشورهای استفاده‌کننده درحال حاضر
- الجزایر

حدود ۲۰۰۰ کامیون زتروس توسط شرکت ملی وسایل نقلیه صنعتی الجزایر (SNVI) برای وزارت دفاع الجزایر تولید شد.
- استرالیا

از زتروس به عنوان پخش کننده کود در جنوب شرقی استرالیا استفاده می‌شود. این یک نسخه 4x4 است که توسط شرکت کامیون سازی مستقر در ناراکورت، استرالیای جنوبی تولید می‌شود.
- بلغارستان

ارتش بلغارستان در سال ۲۰۰۹ از زتروس به عنوان وسیله حمل پرسنل و لوازم استفاده کرد. در سال ۲۰۱۲، ۳۳۵ کامیون زتروس در این کشور فعالیت می‌کردند.
- شیلی

در اوت ۲۰۱۶، مرسدس بنز به منظور تهیه ۳۳۰ کامیون برای ارتش شیلی قرارداد منعقد کرد. این قرارداد شامل دسته ای از یونیماگ و زتروس است.
- کاستاریکا

اولین کاربرد غیرنظامی از زتزوس توسط سازمان آتش نشانان کاستاریکا انجام شد. از زتروس به عنوان حمل و نقل برای خدمه و تجهیزات نجات در شرایط اضطراری مانند سیل، طوفان، طوفان، آتش‌سوزی وحشی، فوران آتشفشان و زمین لرزه استفاده شد.
- آلمان

ارتش آلمان در مجموع ۱۱۰ دستگاه خودروی زرهی زتروس سفارش داده‌است که ۷۲ دستگاه از آنها قرار است در واحدهای تدارکاتی خدمت کنند.
- اردن

آلمان ۲۰ کامیون زتروس و ۵۰ کامیون زتروس ۱۸۳۳ به اردن اهدا کرد تا در تدارکات آژانس‌های امنیتی اردن هنگام مراقبت از پناهندگان استفاده شود.
- مکزیک

ارتش مکزیک و نیروی هوایی مکزیک ۱۳۷ کامیون 6x6 زتروس خریداری کردند. نیروی دریایی مکزیک همچنین از تعدادی کامیون زتروس استفاده می‌کند.
- ترکیه

نیروهای مسلح ترکیه از زتروس به عنوان حامل سیستم موشکی سطح به هوا استفاده می‌کنند.